# Liste der denkmalgeschützten Objekte in Prostiboř
Grundlage dieser Liste der denkmalgeschützten Objekte in Prostiboř ist die ÚSKP-Liste (Ústřední seznam kulturních památek České republiky, deutsch Zentrale Liste der Kulturdenkmäler der Tschechischen Republik), die von der tschechischen Denkmalschutzbehörde NPÚ (Národní památkový ústav, deutsch Nationale Denkmalbehörde) seit 1987 geführt wird und an die seit dem Jahr 1850 geschaffenen Listen anschließt.

## Denkmalgeschützte Objekte nach Ortsteilen

### Prostiboř
| Lage                                        | Objekt                         | Beschreibung        | ÚSKP-Nr.                  | Bild           |
| ------------------------------------------- | ------------------------------ | ------------------- | ------------------------- | -------------- |
| Brücke über den Fluss Úhlavka (Standort)    | Straßenbrücke über die Úhlavka | Straßenbrücke       | 100693 Info Katalog       | BW             |
| auf den Felsen auf der Anhöhe (Standort)    | Schloss Kopec                  | Schloss Kopec       | 27183/4-1880 Info Katalog | Schloss Kopec  |
| bei Nr. 72 (Standort)                       | Kornspeicher bei Nr. 72        | Kornspeicher        | 31129/4-1879 Info Katalog | BW             |
| Dorfplatz (Standort)                        | Kirche hl. Nikolaus            | Kirche hl. Nikolaus | 30016/4-1877 Info Katalog | weitere Bilder |
| Prostiboř 1 (Standort)                      | Pfarrhaus                      | Pfarrhaus           | 35448/4-1878 Info Katalog | BW             |
| auf der Anhöhe unter dem Schloss (Standort) | Scheune                        | Scheune             | 45830/4-1881 Info Katalog | Scheune        |

### Telice
| Lage                                     | Objekt                                         | Beschreibung                                   | ÚSKP-Nr.                  | Bild                                           |
| ---------------------------------------- | ---------------------------------------------- | ---------------------------------------------- | ------------------------- | ---------------------------------------------- |
| Telice (Standort)                        | jüdischer Friedhof                             | jüdischer Friedhof                             | 103982 Info Katalog       | weitere Bilder                                 |
| Telice 1 (Standort)                      | Bauernhof Nr. 1                                | Bauernhof                                      | 102195 Info Katalog       | BW                                             |
| westlicher Dorfrand (Standort)           | Kapelle hl. Maria von der immerwährenden Hilfe | Kapelle hl. Maria von der immerwährenden Hilfe | 24037/4-1958 Info Katalog | Kapelle hl. Maria von der immerwährenden Hilfe |
| an der Landstraße beim Weiher (Standort) | Marterl                                        | Marterl                                        | 36177/4-1959 Info Katalog | BW                                             |